# Манастир Утешитељево
Манастир Утешитељево је манастир Српске истински православне цркве. Храм је посвећен Силаску Светог Духа на апостоле, празнику Педесетници. Име носи по Духу Светоме — Утешитељу. Налази се у селу Раљи на пределу Раљска пескана, где су комунисти 1944. године стрељали своје идеолошке противнике.
Манастир је подигнут трудом и заузимањем епископа утешитељевског Акакија Станковића.

## Историја
Своје постојање води од 2011. године. Манастирски храм је саграђен 2012. године. Остали објекти се у налазе у фази изградње.
Манастир Утешитељево је у исто време врши функцију епископије Српске истински православне цркве као седиште епископа Акакија (Станковића), чија титула носи назив манастира — Утешитељевски. Име манастира као титула епископије наслања се на древно предање по коме српске епархије добијају имена по манастирима у којима је било седиште епископа, као што је то била Жичка архиепископија, са седиштем у манастиру Жичи и Пећка патријаршија, са седиштем у Пећком манастиру.
Манастир је у периоду настајања наишао на више правних несугласица, у вези добијања грађевинских дозвола, као и претњи рушења храма и осталих пратећих објеката. Његови ктитори, за ове несугласице, траже кривца у локалној општинској власти из Сопота, као и у епископу шумадијском Јовану из Српске православне цркве, кога оптужују за хушкање народа против ове неканонске верске заједнице и њеног манастира. Осим правних проблема, заједница се жали на читав низ непријатности, између којих се издвајају физички насртаји на настојатеља манастира Максима (Ристића), те пожар на манастиру, за који се тврди да је подметнут.. 
Од 2013. године, при манастиру и епископији постојано живи неколико монахиња из манастира Нови Стјеник. Манастир држи пун круг богослужења. Недељом и празницима, служе се литургије којима најчешће началствује епископ Акакије Утешитељевски. При манастиру живи служашчи свештеник који поред литургије обавља и све друге свештеничке потребе, тако да манастир врши и улогу парохијске цркве, коју посећују припадници ове верске заједнице из Београда и околине. 
При манастиру делује иконописачка радионица, а Заједница поседује и интернет страницу.
Према тврдњама Заједнице, у манастирском храму су изложене честице моштију Светог Саве Српског (честица милешевске руке), Светог мученика Лазара Косовског, као и Светог великомученика Георгија Победоносца.
У манастиру Утешитељево је у октобру 2020. године, свечаном литургијом поводом 100-годишњице постојања Руске заграничне цркве, успостављено канонско општење између Српске истински православне цркве и Руске заграничне цркве (дела који није пристао на унију са Московском патријашијом, 2007. године).

## Галерија
- Слава Утешитељева, литија са иконом
- Освећење славског колача
- Светосавска приредба